# Wohnhaus Stavendamm 10

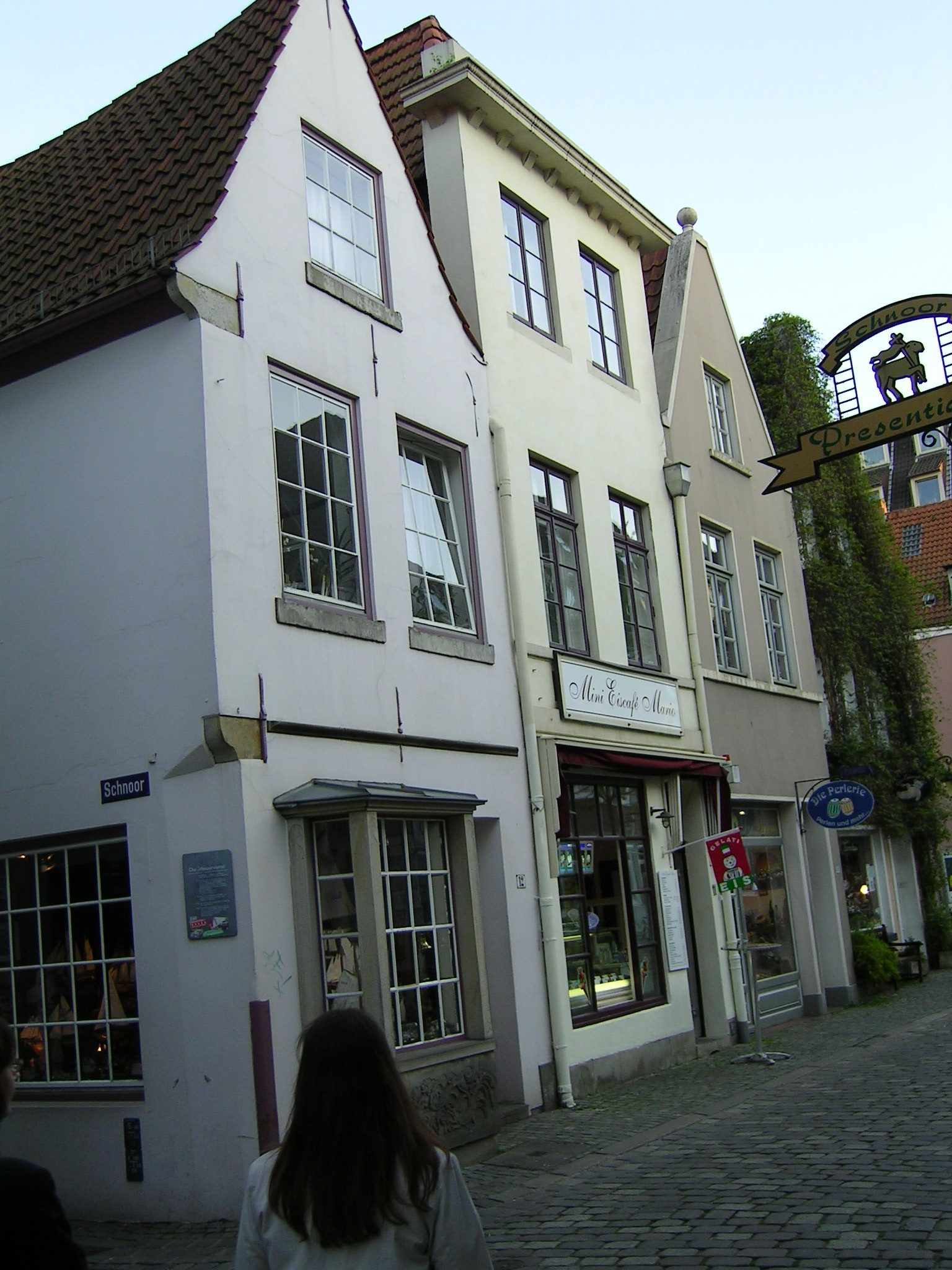
Nr. 10: Drittes Haus von links

Das Wohnhaus Stavendamm 10 befindet sich in Bremen-Mitte im Schnoorviertel, Stavendamm 10. Es entstand um 1800.
Das Gebäude steht seit 1973 unter Bremer Denkmalschutz.

## Geschichte
Die ursprüngliche Bevölkerung des Schnoors bestand überwiegend aus Flussfischern und Schiffern. In der Epoche des Klassizismus und des Historismus entstanden von um 1800 bis 1890 die meisten oft kleinen Gebäude. Im weiteren Verlauf wurde es zum Arme-Leute-Viertel, das in weiten Bereichen verfiel – vor allem nach dem Zweiten Weltkrieg.
1959 wurde von der Stadt ein Ortsstatut zum Schutz der erhaltenswerten Bausubstanz beschlossen. Die Häuser wurden dokumentiert und viele seit den 1970er Jahren unter Denkmalschutz gestellt. Ab den 1960er Jahren fanden mit Unterstützung der Stadt Sanierungen,  Lückenschließungen und Umbauten im Schnoor statt.
Das zweigeschossige, geputzte, einfache Giebelhaus mit einem Satteldach und einer Giebelspitze mit Kugel wurde um 1800 in der Epoche des Klassizismus gebaut.  1656 wohnte hier u. a. ein Schuhmachermeister und 1860 eine Putzmacherin sowie 1909 war hier das Fuhrgeschäft Wessels. Aus dem breiten hölzernen Eingang wurde nach 1950 transparente Schaufenster und Türen.

Heute (2018) wird das Haus durch einen Laden (Die Perlerie) und zum Wohnen genutzt, z. B. von u. a. einer Schauspielerin.

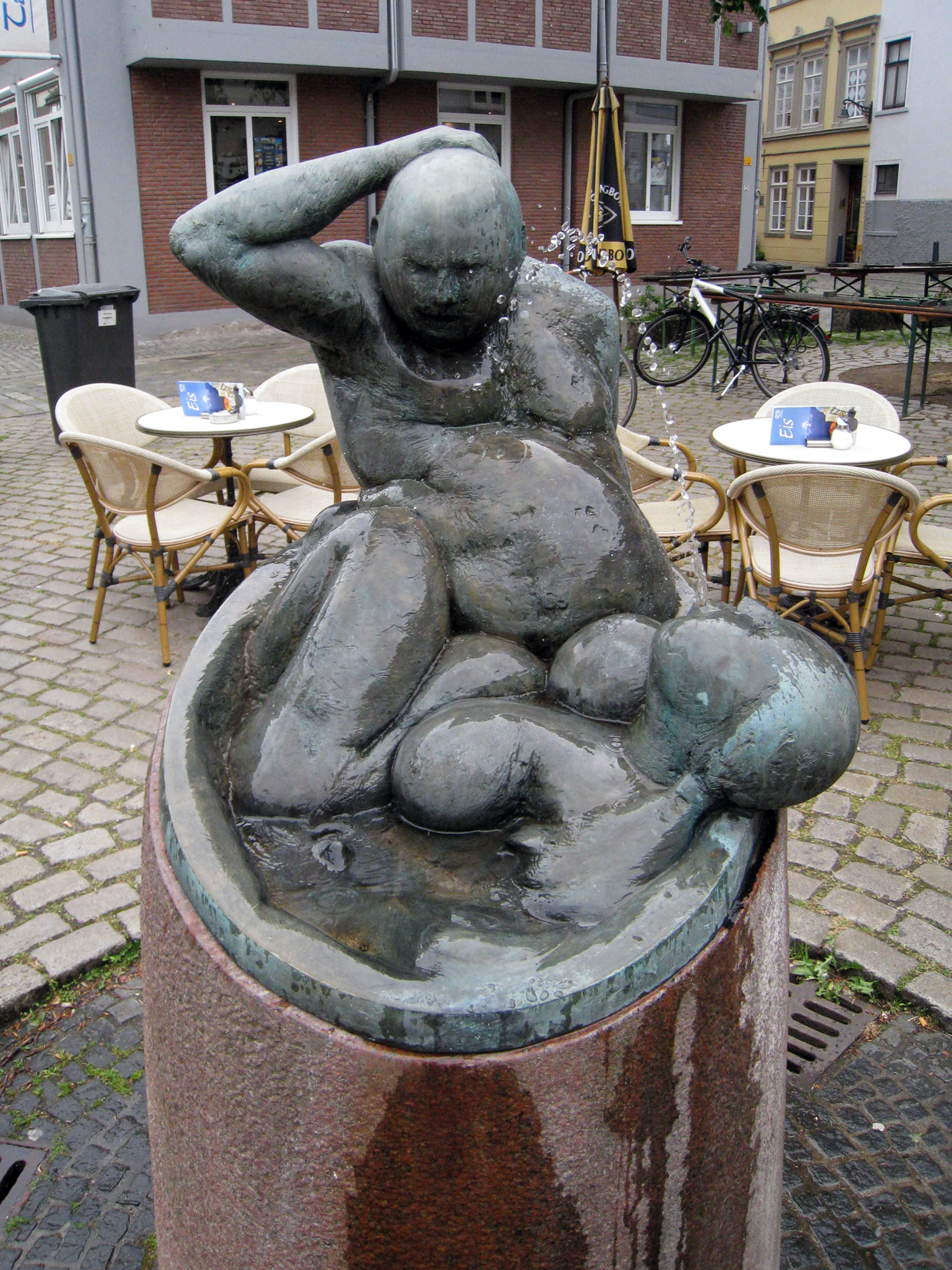
Badestubenbrunnen

Der Name des Stavendamm stammt vom Stave = Stube.  Hier waren früher die Badestuben, die von den Seemännern und Schiffern gerne genutzt wurden.

Der Name Schnoor (Snoor) bedeutet Schnur:. Er kam durch das Schiffshandwerk und der Herstellung von Seilen und Taue (= Schnur).